# 蔡登山
蔡登山（1954年4月1日—），筆名尤新仁，是一位出身臺南的作家與製片人。

## 生平
一九五四年生，台灣台南人，淡江大學中文系畢業。曾任高職教師、電視台編劇，年代及春暉電影公司企劃經理、行銷部總經理，沈迷於電影及現代文學史料之間，幾達二十餘年。 一九九三年起，籌拍「作家身影」系列紀錄片，擔任製片人與編劇，將史料與影像融於一爐。四年間完成魯迅、周作人、郁達夫、徐志摩、朱自清、老舍、冰心、沈從文、巴金、曹禺、蕭乾、張愛玲諸人之傳記影像，開探索作家心靈風氣之先。該系列紀錄片，並榮獲一九九九年教育文化金鐘獎。 一九九八年為民視製作「蔣經國與蔣方良」紀錄片三小時。 二○○二年起展開晚清以降一系列文化思想家傳記紀錄片的籌拍工作。 
編著有：《電影問題．問題電影》、《往事已蒼老》、《人間四月天》、《許我一個未來》、《人間花草太匆匆》、《人間但有真情在——五四名人的愛情故事》、《最是那一低頭的溫柔——徐志摩與四個女人》、《柔情裹著我的心——徐志摩的情詩與情話》、《傳奇未完──張愛玲》、《色戒愛玲》、《魯迅愛過的人》、《何處尋你──胡適的戀人及友人》、《梅蘭芳與孟小冬》、《民國的身影》、《讀人閱史──從晚清到民國》、《叛國者與「親日」文人》、《楊翠喜‧聲色晚清》、《多少樓臺煙雨中：近代史料拾遺》等十數本著作。
他在文學創作上以散文、傳記為主要形式。

## 代表作

### 文學作品
(以下書籍依照出版時間先後排列)
一、蔡登山著作：
- 1/往事已蒼老/作者：蔡登山/元尊文化 1998/05/15
- 2/許我一個未來/作者：蔡登山/台灣線上 2000/03/01
- 3/最是那一低頭的溫柔/作者：蔡登山/三品 2000/04/01
- 4/柔情裹著我的心/作者：蔡登山/那培玄/晨星 2000/05/30
- 5/人間花草太匆匆/作者：蔡登山/里仁書局 2000/05/31
- 6/人間但有真情在：五四名人的愛情故事/作者：蔡登山/主編：邱淑鈴/時報出版 2000/07/24
- 7/人間四月天/作者：蔡登山/里仁書局 2001/03/31
- 8/傳奇未完：張愛玲/作者：蔡登山/天下文化 2003/03/12
- 9/張愛玲：傳奇未完/作者：蔡登山/雲南人民出版社 2004/01
- 10/往事已蒼老/作者：蔡登山/秀威資訊 2006/08/01
- 11/百年記憶－中國現代文人心靈的探尋/作者：蔡登山/秀威資訊 2006/10/01
- 12/魯迅愛過的人/作者：蔡登山/秀威資訊 2007/02/01
- 13/另眼看作家/作者：蔡登山/秀威資訊 2007/06/01
- 14/色戒愛玲/作者：蔡登山/印刻 2007/09/13
- 15/曾經輝煌─被遺忘的文人往事/作者：蔡登山/秀威資訊 2008/04/01
- 16/何處尋你──胡適的戀人及友人/作者：蔡登山/印刻 2008/05/01
- 17/魯迅愛過的人/作者：蔡登山/文匯出版社 2007/02/01
- 18/梅蘭芳與孟小冬/作者：蔡登山/黃山書社 2008/12/05
- 19/那些才女們/作者：蔡登山/人民文學出版社 2008/12/01
- 20/梅蘭芳與孟小冬/作者：蔡登山/印刻 2008/12/05
- 21/民國的身影︰重尋遺落的文人往事/作者：蔡登山/廣西師大出版社 2009/01/01
- 22/名士風流/作者：蔡登山/印刻 2009/09/03
- 23/名士風流/作者：蔡登山/吉林出版集團 2011/01/01
- 24/繁華落盡：洋場才子與小報文人/作者：蔡登山/秀威資訊 2011/09/01
- 25/百年記憶：中國近現代文人心靈的探尋/作者：蔡登山/商務印書館 2011/09/01
- 26/讀人閱史/作者：蔡登山/印刻 2011/09/28
- 27/才女多情：「五四」女作家的愛情歷程/作者：蔡登山/秀威資訊 2011/12/01
- 28/洋場才子與小報文人/作者：蔡登山/金城出版社 2012/01/01
- 29/傳奇未完張愛玲（增訂版）/作者：蔡登山/江蘇文藝出版社 2012/06/01
- 30/孽海花與賽金花/作者：蔡登山/秀威資訊 2013/05/16
- 31/電影問題．問題電影/作者：蔡登山/新銳文創 2013/07/16
- 32/上海大亨杜月笙續集/作者：蔡登山/秀威資訊 2013/08/28
- 33/蕭紅/徐志摩/朱自清等21位五四文青羅曼史/作者：蔡登山/釀出版 2014/10/02
- 34/叛國者與「親日」文人/作者：蔡登山/獨立作家 2015/02/09
- 35/重看民國人物:從張愛玲到杜月笙/作者：蔡登山/獨立作家 2014/09/21
- 36/臨水照花人:《色•戒》中的鄭蘋如與張愛玲/作者：蔡登山/福建教育出版社 2015/06/01
- 37/楊翠喜‧聲色晚清/作者：蔡登山/柯基生/獨立作家 2016/08/26
- 38/聲色晚清/作者：蔡登山、柯基生/北京出版社 2016/10/01
- 39/多少樓臺煙雨中：近代史料拾遺/作者：蔡登山/新銳文創 2018/04/24
- 40/一生兩世/作者：蔡登山/北京出版社 2018/08/01
- 41/多少往事堪重數/作者：蔡登山/北京出版社 2018/08/01
- 42/多少往事堪重數：百年歷史餘溫（1890－1990）/作者：蔡登山/新銳文創 2019/01/14
- 43/情義與隙末：重看晚清人物/作者：蔡登山/北京出版社 2019/09/01
- 44/情義與隙末：重看晚清人物/作者：蔡登山/新銳文創 2019/12/06
- 45/青史未老/作者：蔡登山/秀威經典 2023/12/01
- 46/留情: 一位大宅門女大學生的生命屐痕/作者：何國慶/ 蔡登山/印刻文學生活雜誌出版股份有限公司 2023/06/21
- 47/嶺南名人列傳<五冊>/作者：蔡登山/秀威經典 2024/09/01

二、蔡登山主編
- 1/徐志摩情書集/作者：徐志摩/主編：蔡登山/秀威資訊 2006/06/15
- 2/中國新文學概論/作者：陸永恆/主編：謝泳＆蔡登山/秀威資訊  2011/05/01
- 3/中國新文學運動述評/作者：謝泳/主編：蔡登山/秀威資訊 2012/04/05
- 4/最近二十年中國文學史綱/作者：陸永恆/主編：謝泳＆蔡登山/秀威資訊 2012/06/21
- 5/上海大亨杜月笙/作者：胡敘五/主編：蔡登山/秀威資訊 2013/05/16
- 6/諜戰上海灘(上)/作者：萬墨林/主編：蔡登山/秀威資訊 2013/08/16
- 7/諜戰上海灘(下)/作者：萬墨林/主編：蔡登山/秀威資訊 2013/08/16
- 8/瓶外卮言──《金瓶梅》研究/作者：姚靈犀/主編：蔡登山/獨立作家 2013/09/16
- 9/思無邪小記：姚靈犀性學筆記/作者：姚靈犀/主編：蔡登山/獨立作家 2013/09/16
- 10/國際魯迅研究輯一/作者：黎活仁/主編：方環海＆蔡登山/秀威資訊 2013/10/17
- 11/我在蔣介石與汪精衛身邊的日子/作者：臧卓/主編：蔡登山/獨立作家 2014/01/20
- 12/誰數得清恆河的沙：徐志摩情書集/作者：徐志摩/主編：蔡登山/上海三聯書店 2014/04/01
- 13/國際魯迅研究輯二/作者：黎活仁/主編：方環海＆蔡登山/秀威資訊 2014/05/30
- 14/太陽旗下的傀儡：滿洲國、華北政權與川島芳子秘話/作者：陳紀瀅/主編：蔡登山/獨立作家 2014/07/14
- 15/王光祈帶你看清末民初外交史料：《李鴻章遊俄紀事》與《美國與滿洲問題》合刊/作者：王光祈(譯者)/主編：蔡登山/獨立作家 2014/12/15
- 16/黃旭初回憶錄：李宗仁、白崇禧與蔣介石的離合/作者：黃旭初/主編：蔡登山/獨立作家 2015/01/12
- 17/一個真實的杜月笙/作者：胡敘五/簾外風/主編：蔡登山/吉林文史出版社 2015/08/01
- 18/黃旭初回憶錄：廣西三傑：李宗仁、白崇禧、黃紹竑/作者：黃旭初/主編：蔡登山/獨立作家 2015/08/19
- 19/黃旭初回憶錄：從辛亥到抗戰/作者：黃旭初/主編：蔡登山/獨立作家 2015/10/27
- 20/臧卓回憶錄：蔣介石、張學良與北洋軍閥/作者：臧卓/主編：蔡登山/獨立作家 2015/11/17
- 21/黃旭初回憶錄：抗戰前、中、後的廣西變革/作者：黃旭初/主編：蔡登山/獨立作家 2016/01/25
- 22/黃旭初回憶錄：孫中山與陸榮廷的護法暗鬥/作者：黃旭初/主編：蔡登山/獨立作家 2016/01/25
- 23/晚清民國史事與人物：淩霄漢閣筆記/作者：徐彬彬/主編：蔡登山/獨立作家 2016-01-26
- 24/大人【全套12冊】/作者：《大人》雜誌/主編：蔡登山/秀威資訊 2016/01/29
- 25/古今【全套5冊】/作者：《古今》雜誌/主編：蔡登山/秀威資訊 2016/01/29
- 26/春申舊聞：老上海的風華往事 /作者：陳定山/主編：蔡登山/獨立作家 2016/03/25
- 27/春申續聞：老上海的風華往事]/作者：陳定山/主編：蔡登山/獨立作家 2016/03/25
- 28/中國現代文學：女作家趙清閣選集/作者：趙清閣/選編：洪鈐、主編：蔡登山/釀出版 2016-05-26
- 29/臧卓回憶錄：藏書與讀史/作者：臧卓/主編：蔡登山/獨立作家 2016/08/19
- 30/走過民國初年的新聞史：老報人王新命回憶錄/作者： 王新命/主編：蔡登山/獨立作家 2016/12/30
- 31/重數民國往事——從傅斯年到梅蘭芳/作者：蔡登山/中華書局 2017/01/01
- 32/西方夜譚：抗戰西遷文人文藝彙編（復刻典藏本）/作者：張慧劍/導讀：蔡登山/新銳文創 2017/03/10
- 33/紅色舞臺：毛澤東的崛起（復刻典藏本）/作者：李昂(朱其華)/主編：蔡登山/新銳文創 2017/07/24
- 34/民初報壇變色龍：薛大可憶往錄/作者： 薛大可/主編：蔡登山/新銳文創 2017/09/11
- 35/國聞備乘：晚清政壇見聞錄/作者：胡思敬/主編：蔡登山/新銳文創 2017/10/06
- 36/詞學十講：詞學大師龍沐勛的最後講義/作者：龍沐勛/主編：蔡登山/新銳文創 2017/10/11
- 37/中國近代史論集：蔣廷黻外交史著作選（復刻典藏本）/作者：蔣廷黻/主編：蔡登山/新銳文創 2017/10/27
- 38/異辭錄：晚清官場真實內幕/作者：劉體智/主編：蔡登山/新銳文創 2017/10/27
- 39/寄庵隨筆：民初詞人汪東憶往/作者：汪東/主編：蔡登山/新銳文創 2017/11/10
- 40/歐陽予倩回憶錄：自我演戲以來/作者：歐陽予倩/主編：蔡登山/新銳文創 2017/12/08
- 41/從晚清到民初：三十年聞見錄/作者：朱德裳/主編：蔡登山/新銳文創 2017/12/08
- 42/袁世凱的開場與收場/作者：薛觀瀾/主編：蔡登山/當代中國出版社 2018/01/01
- 43/清朝社會的面影：清代野記/作者：張祖翼/主編：蔡登山/新銳文創  2018/01/02
- 44/清朝政壇文士軼事：棲霞閣野乘/作者：孫寰鏡/主編：蔡登山/新銳文創 2018/01/09
- 45/晚清詩人軼事：光宣以來詩壇旁記/作者：汪辟疆/主編：蔡登山/新銳文創 2018/02/09
- 46/韜奮和生活書店/作者：韜奮/主編：蔡登山/新銳文創 2018/02/09
- 47/晚清民初詩壇見聞：今傳是樓詩話/作者：王揖唐/主編：蔡登山/新銳文創 2018/02/09
- 48/清朝歷史掌故：庸閒齋筆記/作者：陳其元/主編：蔡登山/新銳文創 2018/03/06
- 49/況周頤談掌故：餐櫻廡隨筆/作者：況周頤/主編：蔡登山/新銳文創 2018/03/23
- 50/孤軍：何海鳴短篇歷史小說集]/作者：何海鳴/主編：蔡登山/新銳文創 2018/03/23
- 51/夏敬觀談近代詩詞：忍古樓詩詞話/作者：夏敬觀/主編：蔡登山/新銳文創 2018/03/23
- 52/清朝全觀察：《蕉廊脞錄》/作者：吳慶坻/主編：蔡登山/新銳文創 2018/04/24
- 53/袁世凱內幕：新華秘記（全編本）/作者：許指嚴/主編：蔡登山/新銳文創 2018/07/24
- 54/評點晚清人物：南亭筆記/作者：李伯元/主編：蔡登山/新銳文創 2018/07/24
- 55/袁世凱當國：洪憲紀事詩本事簿注/作者：劉成禺/主編：蔡登山/新銳文創 2018/08/02
- 56/晚清官場見聞：《春明夢錄》與《客座偶談》/作者：何剛德/主編：蔡登山/新銳文創 2018/09/12
- 57/北洋軍閥(二)：潰敗滅亡/作者：畢澤宇等/主編：蔡登山/當代中國出版社 2018/11/01
- 58/清代帝后外傳(附《光宣小記》/作者：金梁/主編：蔡登山/新銳文創 2019/01/07
- 59/生活在民國的十里洋場：《上海鱗爪》（風華篇）/作者：鬱慕俠/主編：蔡登山/新銳文創 2019/01/07
- 60/生活在民國的十里洋場：《上海鱗爪》（風俗篇）/作者：鬱慕俠/主編：蔡登山/新銳文創 2019/02/11
- 61/袁世凱秘書長張一麐回憶錄：《古紅梅閣筆記》 /作者：張一麐/主編：蔡登山/新銳文創 2019/02/11
- 62/袁世凱的龍袍：民初報人小說家李定夷筆下的《民國趣史》/作者：李定夷/主編：蔡登山/新銳文創 2019/03/04
- 63/我所知道的名人往事：《大人》雜誌精選/作者：沈葦窗/原編、主編:蔡登山 2017/09/08
- 64/羅癭公晚清史料選/作者：羅惇曧/主編：蔡登山/新銳文創 2018/04/24
- 65/晚清民國聞見錄：《睇向齋秘錄》、《睇向齋逞臆談》、《睇向齋談往》/作者：陳灨一/主編：蔡登山/新銳文創 2019/05/06
- 66/新語林：民國的《世說新語》/作者：陳灨一/主編：蔡登山/新銳文創  2019/06/12
- 67/溥儀在滿洲國：《滿宮殘照記》/作者：秦翰才/主編：蔡登山/新銳文創  2019/07/01
- 68/晚清名報人汪康年回憶錄：《汪穰卿筆記選》/作者：汪康年/主編：蔡登山/新銳文創 2019/07/08
- 69/曹汝霖回憶錄（新注本）/作者：曹汝霖/主編：蔡登山/新銳文創 2019/07/26
- 70/適中求對的山西王：閻錫山回憶錄及其他/作者： 臧卓、閻錫山/主編：蔡登山/新銳文創 2019/08/09
- 71/茶煙歇：范煙橋的人生見聞/作者：范煙橋]/主編：蔡登山/新銳文創 2019/08/09
- 72/從名媛到特務：北平李麗/作者：清秋/主編：蔡登山/新銳文創 2019/09
- 73/教育改革家程天放的早年回憶錄/作者：程天放/主編：蔡登山/新銳文創 2019/09
- 74/任重而道遠：民初巨擘胡漢民傳/作者：胡漢民、汪希文/主編：蔡登山/新銳文創 2019/09
- 75/秦德純和他的回憶錄/作者：秦德純/主編：蔡登山/新銳文創  2019/10
- 76/軍人外交家蔣作賓回憶錄/作者：蔣作賓/主編：蔡登山/新銳文創  2019/10/14
- 77/追尋文思匯流之所：《萬象》憶舊/作者：《萬象》雜誌編輯部/主編：蔡登山/新銳文創 2019/10
- 78/國畫大師齊白石的一生/作者：張次溪/主編：蔡登山/新銳文創 2019/10
- 79/廣東現代化的傳奇推手：南天王陳濟棠自傳/作者：陳濟棠/主編：蔡登山/新銳文創 2019/11
- 80/外交工作的回憶：金問泗的駐外生涯回首/作者：金問泗/主編：蔡登山/新銳文創 2019/12
- 81/從巴黎和會到國聯：外交官金問泗回憶錄/作者：金問泗/主編：蔡登山/新銳文創  2019/12
- 82/八指將軍與辛亥革命──黃興評傳/作者：左舜生/主編：蔡登山/新銳文創  2020/01
- 83/民國首任駐美大使──施肇基早年回憶錄/作者：施肇基/主編：蔡登山/新銳文創 2020/02
- 84/酸甜苦辣的回味：文藝鬥士張道藩回憶錄/作者：張道藩/主編：蔡登山/新銳文創 2020/02
- 85/目擊普法戰事，1871──《三述奇》/作者：張德彝/主編：蔡登山/新銳文創 2020/03
- 86/簡又文談太平天國/作者：簡又文/主編：蔡登山/新銳文創 2020/03
- 87/簡又文回憶錄/作者：簡又文/主編：蔡登山/新銳文創 2020/03
- 88/民初財政總長更迭錄（1912－1926）/作者：賈士毅/主編：蔡登山/新銳文創  2020/03
- 89/光化【全套2冊不分售】]/主編：蔡登山/秀威資訊 2020/03/02
- 90/簡又文談藝錄/作者：簡又文/主編：蔡登山/新銳文創  2020/03
- 91/天地【全套2冊不分售】/主編：蔡登山/秀威資訊 2020/04/10
- 92/大華【全套5冊不分售】/主編：蔡登山/秀威資訊 2020/04/30
- 93/晚清人物縱橫談──《南湖錄憶》/原著：高拜石/主編：蔡登山/新銳文創  2020/05
- 94/從「托派」到軍統特務：梁幹喬的跌宕一生/作者：梁幹喬,趙龍文/主編：蔡登山/新銳文創 2020/05/22
- 95/掌故【全套12冊】/作者：掌故雜誌/主編：蔡登山/秀威資訊 2020/06/23
- 96/西北東南風/作者：簡又文/主編：蔡登山/新銳文創 2020/07/28
- 97/康有為的強國夢：《物質救國論》、《理財救國論》/作者：康有為/主編：蔡登山/新銳文創 2020/09/05
- 98/左舜生中國近代史四講/作者：左舜生/主編：蔡登山/新銳文創 2020/10/28
- 99/中國近代史話集/作者：左舜生/主編：蔡登山/新銳文創 2021/01/12
- 100/民初西化教育的執行家：蔣夢麟《談學問》及其他/作者：蔣夢麟/主編：蔡登山/新銳文創 2021/01/22
- 101/評點晚清民國人物：續《南湖錄憶》/作者：高拜石/主編：蔡登山/新銳文創 2021/03/02
- 102/省齋讀畫記、海外所見中國名畫錄/作者：朱省齋/主編：蔡登山/新銳文創 2021/05/26
- 103/書畫隨筆/作者：朱省齋/主編：蔡登山/新銳文創 2021/05/27
- 104/馬敘倫說掌故：《石屋餘瀋》、《石屋續瀋》/作者：馬敘倫/主編：蔡登山/新銳文創 2021/06/09
- 105/畫人畫事/作者：朱省齋/主編：蔡登山/新銳文創 2021/06/16
- 106/馬敘倫自述──我在六十歲以前/作者：馬敘倫/主編：蔡登山/新銳文創 2021/06/28
- 107/藝苑談往/作者：朱省齋/主編：蔡登山/新銳文創 2021/06/30
- 108/《逸經》文史集粹/作者：簡又文等/主編：蔡登山/新銳文創 2021/07/07
- 109/高拜石說詩：光宣詩壇點將錄斠註/作者：高拜石/主編：蔡登山/新銳文創 2021/07/15
- 110/樸園文存/作者：朱省齋/主編：蔡登山/新銳文創 2021/07/20
- 111/俄蒙回憶錄/作者：毛以亨/主編：蔡登山/新銳文創 2021/11/25
- 112/謝鑄陳回憶錄/作者：謝鑄陳/主編：蔡登山/新銳文創 2021/11/26
- 113/陳定山文存/作者：陳定山/主編：蔡登山/新銳文創 2021/12/30
- 114/陳定山談藝錄/作者：陳定山/主編：蔡登山/新銳文創 2021/12/30
- 115/吳景超日記：劫後災黎/作者：吳景超/主編：蔡登山/新銳文創 2022/01/13
- 116/吳景超的社會觀察/作者：吳景超/主編：蔡登山/新銳文創 2022/01/20
- 117/我的師友梁啟超/作者：吳其昌、毛以亨/主編：蔡登山/新銳文創/2022/03/08
- 118/梁啟勳讀史隨筆/作者：梁啟勳/主編：蔡登山/新銳文創 2022/04/01
- 119/段祺瑞重要謀士──曾毓雋回憶錄 附《段祺瑞秘史》/曾毓雋原著；蔡登山主編/新銳文創 2022/04/01
- 120/吳其昌文存/吳其昌原著；蔡登山主編/新銳文創 2022/05/01
- 121/讓你智慧大開之書──《呻吟語》（內篇）/呂坤原著；蔡登山主編/新銳文創 2022/06/01
- 122/讓你智慧大開之書──《呻吟語》（外篇）/呂坤原著；蔡登山主編/新銳文創 2022/06/01
- 123/黃賓虹談繪畫/黃賓虹原著；蔡登山主編/新銳文創 2022/06/01
- 124/劉豁公文存/劉豁公原著；蔡登山主編/新銳文創 2022/07/01
- 125/徐一士說掌故——《一士類稿》/徐一士原著；蔡登山主編/新銳文創 2022/08/01
- 126/徐一士說掌故——《一士譚薈》/徐一士原著；蔡登山主編/新銳文創 2022/08/01
- 127/徐一士說掌故——《一士類稿續編》/徐一士原著；蔡登山主編/新銳文創 2022/08/01
- 128/晚清遺事/高伯雨等著；蔡登山主編/新銳文創 2022/09/01
- 129/晚清遺事續編/高伯雨等著；蔡登山主編/新銳文創 2022/09/01
- 130/民初珍史/張任民等著；蔡登山主編/新銳文創 2022/11/01
- 131/抗戰紀聞/岳騫等著；蔡登山主編/新銳文創 2022/11/01
- 132/包緝庭談京劇──笑隱堂憶故/包緝庭原著；蔡登山主編/新銳文創 2022/11/01
- 133/李漁叔說掌故——魚千里齋隨筆/李漁叔原著；蔡登山主編/新銳文創 2022/12/01
- 134/李漁叔說掌故——風簾客話/李漁叔原著；蔡登山主編/新銳文創 2022/12/01
- 135/左舜生回憶錄/左舜生原著；蔡登山主編/新銳文創 2022/12/01
- 136/客窗隨筆(增訂本)/吳子深原著；蔡登山主編/秀威經典 2023/05/01
- 137/歷史留痕/秦嶺雲等；蔡登山主編/秀威經典 2023/08/01
- 138/名人餘談/高伯雨等；蔡登山主編/秀威經典 2023/12/01

#### 專欄
- 〈另眼看作家〉︰《全國新書資訊月刊》專欄[1]
- 〈【蔡登山專欄】蕭紅和她的黃金時代 （页面存档备份，存于）〉︰《作家生活誌》 2014/9/18
- 〈【蔡登山專欄】談冰心「愛的哲學」 （页面存档备份，存于）〉︰《作家生活誌》 2014/10/6
- 〈【蔡登山專欄】姜貴與女作家蘇青的一段情 （页面存档备份，存于）〉︰《作家生活誌》 2014/10/8
- 〈【蔡登山專欄】張愛玲的海上舊夢 （页面存档备份，存于）〉︰《作家生活誌》 2014/10/22
- 〈【蔡登山專欄】走訪江南六座古鎮之首：「南潯」 （页面存档备份，存于）〉︰《作家生活誌》 2014/10/27
- 〈【蔡登山專欄】追尋作家足跡：在倫敦的老舍 （页面存档备份，存于）〉︰《作家生活誌》 2014/11/24
- 〈【蔡登山專欄】「民國四公子」張學良曾在九一八事變當時，與「電影皇后」胡蝶共舞嗎？ （页面存档备份，存于）〉︰《作家生活誌》 2014/12/10
- 〈【蔡登山專欄】寂寞造就沈從文 （页面存档备份，存于）〉︰《作家生活誌》 2014/12/15
- 〈【蔡登山專欄】發現獨特史料的喜悅，《叛國者與「親日」文人》的書寫歷程 （页面存档备份，存于）〉︰《作家生活誌》 2015/1/19
- 〈【蔡登山專欄】梅蘭芳揚名美國的功臣之一就是音樂家劉天華 （页面存档备份，存于）〉︰《作家生活誌》 2015/2/27
- 〈【蔡登山專欄】蕭乾靠著他心中的地圖，隨著時代的步履，向前走去 （页面存档备份，存于）〉︰《作家生活誌》 2015/3/20
- 〈【蔡登山專欄】剖析周作人性格中的「硬氣」 （页面存档备份，存于）〉︰《作家生活誌》 2015/4/08
- 〈【蔡登山專欄】張大千與京劇名伶們的交往軼事 （页面存档备份，存于）〉︰《作家生活誌》 2015/4/20
- 〈【蔡登山專欄】從「名士」到「烈士」──郁達夫 （页面存档备份，存于）〉︰《作家生活誌》 2015/5/4
- 〈【蔡登山專欄】蔣夢麟辭去教育部長，掀起學界漣漪 （页面存档备份，存于）〉︰《作家生活誌》 2015/5/18
- 〈【蔡登山專欄】章太炎在臺北 （页面存档备份，存于）〉︰《作家生活誌》 2015/5/25
- 〈【蔡登山專欄】生來相愛不容易──民初譯莎巨匠朱生豪的愛情故事 （页面存档备份，存于）〉︰《作家生活誌》 2015/12/25
- 〈【蔡登山專欄】《庚子西狩叢談》的執筆人劉治襄 （页面存档备份，存于）〉︰《作家生活誌》 2017/11/29
- 〈蔡登山專文：彈指留殘篇─沈葦窗與《大人》雜誌 〉︰《風傳媒》2017-09-24/《作家生活誌》 2017/9/29
- 〈蔡登山專文：民國奇葩「臣記者」，下跪只為救同業 〉︰《風傳媒》2017-10-15
- 〈名報人張慧劍及其書《辰子說林》、《西方夜譚》：《多少樓臺煙雨中》選摘（1）〉︰《風傳媒》 2018-05-25
- 〈掌故大家徐彬彬和《凌霄漢閣筆記》：《多少樓臺煙雨中》選摘（2） 〉︰《風傳媒》2018-05-26
- 〈蔡登山專文：冼玉清與陳寅恪 〉︰《風傳媒》2019-01-20 05:50
- 〈蔡登山專文：蔣夢麟「無大臣之風」〉︰《風傳媒》 2019-01-21
- 〈蔡登山專文：錢鍾書也寫影射小說 〉︰《風傳媒》2019-01-27
- 〈蔡登山專文：趙元任「婦唱夫隨」 〉︰《風傳媒》2019-01-28
- 〈蔡登山專文：真實與被扭曲的心靈 〉︰《風傳媒》2019-07-01
- 〈蔡登山專文：曹汝霖和其回憶錄 〉︰《風傳媒》2019-08-09
- 〈蔡登山專文：曾經海上驚《雷雨》，滬劇電影展風華 〉︰《風傳媒》2019-10-17
- 〈蔡登山導讀：上海淪陷時期的非常文化現象─《萬象》憶舊 〉︰《風傳媒》2019-11-07
- 〈蔡登山專文：歷史真相總藏於細微處 〉︰《風傳媒》2019-12-18
- 〈蔡登山專文：當張謇遇上翁同龢 〉︰《風傳媒》2019-12-19
- 〈蔡登山專文：林紓的幕後英雄——魏易 〉︰《風傳媒》2019-12-20
- 〈蔡登山專文：在荷蘭海牙康有為與陸徵祥的相遇 〉︰《風傳媒》2019-12-21
- 〈蔡登山專文：中學西漸的第一人—被歷史遺忘的陳季同〉︰《風傳媒》 2019-12-22
- 〈蔡登山專文：簡又文筆下的太平天國不是階級鬥爭，是民族革命 〉︰《風傳媒》2020-04-03
- 〈蔡登山專文：張愛玲只願與她相提並論─蘇青與《天地》雜誌 〉︰《風傳媒》2020-04-18
- 〈蔡登山專文：衣冠南渡，見夕陽於故國─陳定山的多重身影 〉︰《風傳媒》2021-12-23
- 〈蔡登山專文：半生情誼—吳景超‧龔業雅‧梁實秋 〉︰《風傳媒》2022-01-20
- 〈蔡登山專文：師友相從絕筆述史─獨特視角看梁啟超 〉︰《風傳媒》2022-03-11
- 〈蔡登山專文：梁啓超梁啟勳兄弟雙星閃耀 〉︰《風傳媒》2022-04-03

### 影像作品

#### 紀錄片
- 《大師身影》（2002年起）︰紀錄晚清以降思想家之生平[1]

## 獲獎
- 教育文化電視金鐘獎[1]

## 連結
- 蘋果日報 | 果籽 | 名采 | 蔡登山 （页面存档备份，存于）